# بريدج تاون
بريدج تاون (تعداد المنطقة العمرانية 110,000 نسمة حسب تعداد 2014) هي عاصمة بربادوس وأكبر مدينة في البلاد. كان اسمها سابقا مدينة سانت مايكل، ويقع في منطقة بريدجتاون الكبرى في أبرشية سانت مايكل. أحيانا يشار إليها محليا باسم «المدينة»، ولكن الإشارة الأكثر شيوعا هي «تاون» فقط.
ميناء بريدج تاون، وتم تأسيسه على طول خليج كارلايل (في 13.106 درجة شمالا 59.632 غربا) يقع على الساحل الجنوبي الغربي من الجزيرة. تقع أجزاء من منطقة بريدجتاون الكبرى (قرب الطريق الدائري أو المعروفة أكثر باسم الطريق السريع ايه بي سي)،  على مقربة من حدود الأبرشيات المجاورة كرايست تشيرش وسانت جيمس. يقع مطار غرانتلي آدمز الدولي على بعد 16 كيلومتر (9.9 ميل) جنوب شرق مركز المدينة، وتطير منه وإليه رحلات يومية إلى المدن الرئيسية في المملكة المتحدة والولايات المتحدة وكندا ومنطقة البحر الكاريبي. في حين أنه لم تعد هناك حكومة بلدية محلية، توجد دائرة سياسية داخل البرلمان الوطني تحكم المدينة. وكانت بريدجتاون إحدى العواصم الثلاث خلال الاتحاد قصير العمر في الخمسينات والستينات بين أراضي الهند الغربية البريطانية،  حيث اعتبرت العاصمة الاتحادية في المنطقة.
أنشئ موقع المدينة الحديث على يد المستوطنين الإنجليز عام 1628 بعد تسوية سابقة على يد السير وليام كورتن في سانت جيمس تاون. المدينة هي وجهة سياحية رئيسية في جزر الهند الغربية، وهي مركز مالي ومعلوماتي مهم، وتقام بها المؤتمرات وبها مركز اتصال للرحلات البحرية في منطقة البحر الكاريبي. وفي يوم 25 يونيو 2011، وأضيفت بريدجتاون التاريخية وحاميتها كموقع للتراث العالمي لليونسكو.

## التاريخ
على الرغم من أن الجزيرة كانت مهجورة تمامًا أو غير مأهولة بالسكان عند وصول البريطانيين، إلا أن أحد الآثار القليلة لوجود السكان الأصليين على الجزيرة كان جسرًا بدائيًا تم تشييده فوق مستنقع في وسط بريدج تاون. ويعتقد أن هذا الجسر تم إنشاؤه من قبل شعب أصلي في منطقة الكاريبي يعرف باسم تاينو. في نهاية المطاف بعد عام 1654 عندما شيد البريطانيون جسرًا في المنطقة، أصبحت المنطقة تُعرف باسم بلدة سانت مايكل ولاحقًا باسم بريدج تاون.
أنشأت مستوطنة بريدجتاون الإنجليزية في 5 يوليو 1628 بقيادة تشارلز ولفرستون، الذي جلب معه 64 مستوطنًا إلى هذه الأراضي، ومنح ولفرستون كل من المستوطنين 100 فدان (40 هكتار.
وفي عام 1824، أصبحت مدينة بريدج تاون. من عام 1800 حتى عام 1885، كانت بريدجتاون المقر الرئيسي للحكومة للمستعمرات البريطانية السابقة لجزر ويندوارد. خلال هذه الفترة، شغل الحاكم المقيم في بربادوس أيضًا منصب الرئيس الاستعماري لجزر ويندوارد. وبعد خروج حكومة بربادوس رسميًا من اتحاد جزر ويندوارد في عام 1885، تم نقل المقعد من بريدجتاون إلى سانت جورج في جزيرة غرينادا المجاورة.

## الجغرافيا والمناخ

### الجغرافيا
كانت بريدج تاون تتألف في الأصل من مستنقع، سرعان ما تم تجفيفه وتعبئته لإفساح المجال لبناء المدينة.

### المناخ
تتميز بريدج تاون بمناخ مداري قاري، مع درجة حرارة ثابتة نسبيًا على مدار العام. في حين أن بريدجتاون حارة إلى حد ما، يتم تبريدها إلى حد ما بسبب الرياح التجارية التي تؤثر على الطقس في بربادوس بشكل عام. مع موسم أمطار طويل نسبيا وموسم جاف أقصر. يمتد موسم الأمطار من يونيو إلى يناير، بينما يغطي موسم الجفاف الأشهر المتبقية.
| البيانات المناخية لـبريدج تاون                  | البيانات المناخية لـبريدج تاون | البيانات المناخية لـبريدج تاون | البيانات المناخية لـبريدج تاون | البيانات المناخية لـبريدج تاون | البيانات المناخية لـبريدج تاون | البيانات المناخية لـبريدج تاون | البيانات المناخية لـبريدج تاون | البيانات المناخية لـبريدج تاون | البيانات المناخية لـبريدج تاون | البيانات المناخية لـبريدج تاون | البيانات المناخية لـبريدج تاون | البيانات المناخية لـبريدج تاون | البيانات المناخية لـبريدج تاون |
| الشهر                                           | يناير                          | فبراير                         | مارس                           | أبريل                          | مايو                           | يونيو                          | يوليو                          | أغسطس                          | سبتمبر                         | أكتوبر                         | نوفمبر                         | ديسمبر                         | المعدل السنوي                  |
| ----------------------------------------------- | ------------------------------ | ------------------------------ | ------------------------------ | ------------------------------ | ------------------------------ | ------------------------------ | ------------------------------ | ------------------------------ | ------------------------------ | ------------------------------ | ------------------------------ | ------------------------------ | ------------------------------ |
| الدرجة القصوى °م (°ف)                           | 32.0 (89.6)                    | 31.2 (88.2)                    | 31.9 (89.4)                    | 32.6 (90.7)                    | 33.1 (91.6)                    | 32.7 (90.9)                    | 32.4 (90.3)                    | 35.0 (95.0)                    | 33.3 (91.9)                    | 33.3 (91.9)                    | 33.3 (91.9)                    | 31.3 (88.3)                    | 35.0 (95.0)                    |
| متوسط درجة الحرارة الكبرى °م (°ف)               | 28.8 (83.8)                    | 29.0 (84.2)                    | 29.5 (85.1)                    | 30.0 (86.0)                    | 30.5 (86.9)                    | 30.5 (86.9)                    | 30.4 (86.7)                    | 30.6 (87.1)                    | 30.6 (87.1)                    | 30.4 (86.7)                    | 30.0 (86.0)                    | 29.3 (84.7)                    | 30.0 (86.0)                    |
| المتوسط اليومي °م (°ف)                          | 25.8 (78.4)                    | 25.7 (78.3)                    | 26.2 (79.2)                    | 26.8 (80.2)                    | 27.6 (81.7)                    | 27.7 (81.9)                    | 27.6 (81.7)                    | 27.8 (82.0)                    | 27.7 (81.9)                    | 27.5 (81.5)                    | 27.0 (80.6)                    | 26.4 (79.5)                    | 27.0 (80.6)                    |
| متوسط درجة الحرارة الصغرى °م (°ف)               | 22.9 (73.2)                    | 22.8 (73.0)                    | 23.2 (73.8)                    | 24.1 (75.4)                    | 24.9 (76.8)                    | 25.1 (77.2)                    | 24.9 (76.8)                    | 24.7 (76.5)                    | 24.6 (76.3)                    | 24.5 (76.1)                    | 24.2 (75.6)                    | 23.6 (74.5)                    | 24.1 (75.4)                    |
| أدنى درجة حرارة °م (°ف)                         | 16.0 (60.8)                    | 16.0 (60.8)                    | 16.0 (60.8)                    | 19.0 (66.2)                    | 19.4 (66.9)                    | 20.0 (68.0)                    | 19.3 (66.7)                    | 19.1 (66.4)                    | 20.6 (69.1)                    | 20.6 (69.1)                    | 18.0 (64.4)                    | 17.4 (63.3)                    | 16.0 (60.8)                    |
| معدل هطول الأمطار مم (إنش)                      | 70.1 (2.76)                    | 41.3 (1.63)                    | 37.4 (1.47)                    | 60.8 (2.39)                    | 79.0 (3.11)                    | 103.0 (4.06)                   | 132.9 (5.23)                   | 141.9 (5.59)                   | 157.6 (6.20)                   | 185.1 (7.29)                   | 171.6 (6.76)                   | 89.6 (3.53)                    | 1٬270٫3 (50.01)                |
| متوسط الأيام الممطرة                            | 11                             | 8                              | 8                              | 8                              | 8                              | 11                             | 15                             | 15                             | 14                             | 16                             | 14                             | 12                             | 140                            |
| متوسط الرطوبة النسبية (%)                       | 77                             | 77                             | 75                             | 77                             | 78                             | 80                             | 81                             | 81                             | 81                             | 82                             | 83                             | 79                             | 79                             |
| ساعات سطوع الشمس الشهرية                        | 258.85                         | 249.45                         | 272.80                         | 259.80                         | 262.88                         | 225.00                         | 251.41                         | 263.19                         | 230.40                         | 233.74                         | 228.00                         | 257.92                         | 2٬993٫44                       |
| ساعات سطوع الشمس اليومية                        | 8.35                           | 8.83                           | 8.80                           | 8.66                           | 8.48                           | 7.50                           | 8.11                           | 8.49                           | 7.68                           | 7.54                           | 7.60                           | 8.32                           | 8.20                           |
| المصدر #1: Barbados Meteorological Services     |                                |                                |                                |                                |                                |                                |                                |                                |                                |                                |                                |                                |                                |
| المصدر #2: Meteo Climat (record highs and lows) |                                |                                |                                |                                |                                |                                |                                |                                |                                |                                |                                |                                |                                |

## المدينة

### الأحياء
- بيلفيل
- Cat's Castle
- Cheapside
- فونتابيل
- جاردن لاند
- نيو أورليانز
- بينيلاندس
- ستراثكلايد
- ويموث
- وايت بارك

### نقاط الاهتمام
- ميدان الأبطال الوطنيين.
- البرلمان
- كنيسة كاتدرائية القديس مايكل
- كنيسة سانت ماري الأنجليكانية
- كاتدرائية القديس باتريك الرومانية الكاثوليكية
- قرية البجع
- كوينز بارك
- متحف بربادوس
- ملعب كنسينغتون أوفال (موقع نهائي كأس العالم للكريكيت 2007)
- شاطئ خليج كارلايل
- مجمع توم ادامز المالي
- قاعة فرانك كوليمور للفنون المسرحية

### ميناء
ميناء بريدج تاون هو الميناء الرئيسي لدخول السفن السياحية وسفن الشحن التي ترسو في بربادوس. يقع الميناء على بعد مسافة قصيرة من خليج كارلايل. ويعمل الميناء كأحد محاور الشحن وإعادة الشحن الرئيسية في منطقة شرق البحر الكاريبي. وفي عام 2002 تم تجريف ميناء بريدجتاون للسماح بالوصول الآمن والرسو للرابطة الجديدة من «سفن الرحلات البحرية الفائقة».

## توأمة
لدى بريدج تاون توأمة مع المدن التالية:
- بريدجتاون، نوفا سكوشا،  كندا (9 يوليو 2004).[14]
- حي هكني في لندن،  المملكة المتحدة (1982).[15]
- ويلمينغتون، كارولاينا الشمالية،  الولايات المتحدة (28 يونيو 2004).[16]

## شخصيات بارزة
- جوفرا آرتش، لاعب كريكيت
- ريتشارد كليمنت مودي، مؤسس كولومبيا البريطانية.
- جيلبرت إليوت (1870 - غير معروف)، لاعب كريكيت.
- غراندماستر فلاش، مغني الراب
- أورلاندو جرين، عداء أولمبي. [23]
- مالكوم مارشال، لاعب كريكيت
- ريانا، مغنية وكاتبة أغاني
- جارفيلد سوبرز، لاعب كريكيت
- كلايد والكوت، لاعب كريكيت
- إيفرتون ويكس، لاعب كريكيت
- فرانك ووريل، لاعب كريكيت